# Calem Nieuwenhof
Calem Nieuwenhof (Sydney, 17 febbraio 2001) è un calciatore australiano, centrocampista degli Hearts.

## Caratteristiche tecniche
È un mediano di centrocampo.

## Carriera
Cresciuto nelle giovanili del Manly Utd, a 18 anni passa al Sydney FC, con cui esordisce in prima squadra il 2 gennaio 2021 in occasione dell'incontro di campionato vinto per 1-2 in casa del Wellington Phoenix, aprendo altresì le marcature. Il 6 giugno 2022 passa al Western Sydney. Conclude la stagione di A-League con 27 presenze e 4 reti.
Nel 2023 si trasferisce agli scozzesi dell'Hearts, in Scottish Premiership. Esordisce con i Jambos il 5 agosto in occasione dell'incontro di campionato vinto per 2-0 in casa del St. Johnstone.